# The Pompatus of Love
The Pompatus of Love (no Brasil, Confissões de Quatro Apaixonados) é um filme franco-americano de 1996 dirigido por Richard Schenkman.

## Sinopse
Quatro amigos, um poeta, um encanador, um playboy e um terapeuta, buscam resposta para a mesma pergunta imemorial que perturba os homens: o que querem, afinal, as mulheres? E especialmente Kathryn.

## Prêmios
- Best Comedy — Worldfest - Charleston
- Gold Award — Worldfest - Houston
- Silver Award — Festival Internacional de Cinema, Portugal